# Sandvik, Gislaveds kommun
Sandvik är kyrkby i Sandviks socken i Gislaveds kommun i Jönköpings län belägen väster om Gislaved vid sjön Fegen och vid gränsen mot Halland.
I byn ligger Sandviks kyrka.